# Kladirostratus acutus
Kladirostratus acutus — вид змій родини піщаних змій (Psammophiidae). Мешкає в Центральній Африці.

## Підвиди
Виділяють два підвиди:
- Kladirostratus acutus acutus (Günther, 1888);
- Kladirostratus acutus jappi (Broadley, 1971).

## Поширення і екологія
Kladirostratus acutus мешкають в Анголі, Замбії, Демократичній Республіці Конго, Республіці Конго, Танзанії і Бурунді. Вони живуть у вологих саванах, сухих чагарникових заростях і рідколіссях, в заплавах річок і заболочених районах. Зустрічаються на висоті від 200 до 1800 м над рівнем моря. Ведуть денний, наземний спосіб життя, більшу частину часу проводять в норах. Живляться амфібіями, гризунами і, можливо, ящірками. Відкладають яйця, самиці охороняють кладку протягом кількох тижнів.